# Ereïmentaou
Ereïmentaou ( kazakh : Ерейментау) est une ville de l’oblys d'Aqmola, au nord du Kazakhstan.

## Géographie
Ereïmentaou est le chef-lieu du district d'Ereïmentaou.
Sa population s'élevait à 12 518 habitants en 2009.